# Axel Ohlin

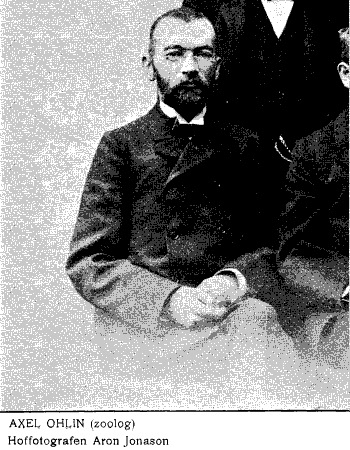
Axel Ohlin

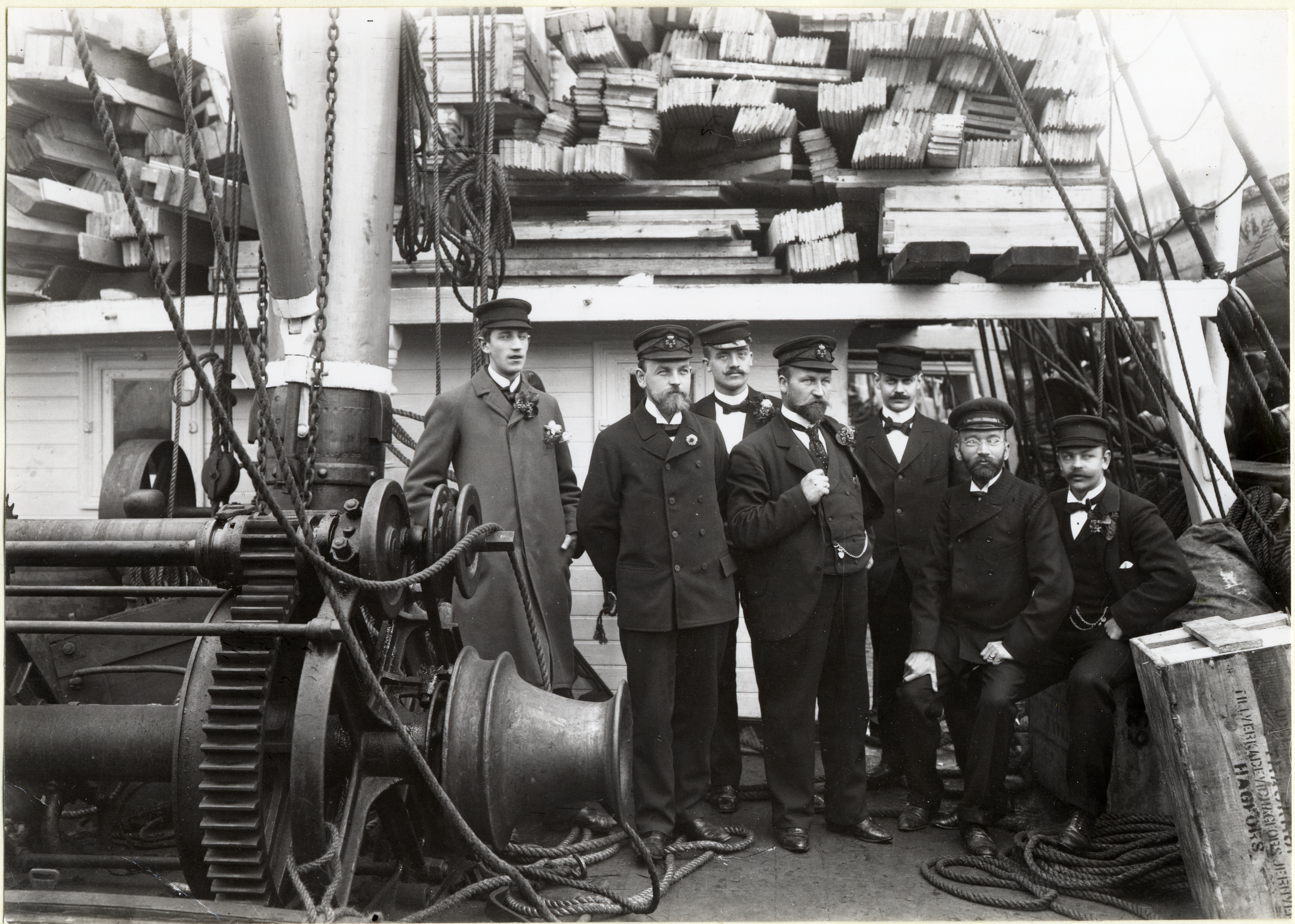
Teilnehmer an der Schwedischen Antarktisexpedition im Oktober 1901 an Bord der Antarctic (von links nach rechts): Carl Skottsberg, Otto Nordenskjöld, Karl Andersson, Carl Anton Larsen, Erik Ekelöf, Axel Ohlin, Gösta Bodman.

Axel Gabriel Ohlin (* 31. Juli 1867 auf Visingsö; † 12. Juli 1903 in Sävsjö) war ein schwedischer Zoologe und Polarforscher.

## Leben
Axel Ohlin wurde als Sohn des Försters Per Ohlin und dessen Frau Hedwig Hjertstedt auf der Insel Visingsö im Vättersee geboren und wuchs im Forsthaus in der Nähe von Schloss Visingsborg auf. Er studierte Meeresbiologie in Lund und promovierte dort 1890. 1891 kam er erstmals mit der Arktis in Berührung, als er auf einem norwegischen Walfänger in den Gewässern um Jan Mayen unterwegs war, um Meeresforschung zu betreiben.
Zwei Jahre später wurde er mit einer Suchexpedition nach der verschollenen Björling-Kallstenius-Expedition von 1892 betraut, deren Schiff im Sommer 1893 gestrandet vor den Carey Øer am Eingang in den Smithsund gefunden worden war. Johan Alfred Björling hatte auf der Insel, die heute seinen Namen trägt, die Nachricht hinterlassen, dass er mit drei Begleitern im Beiboot nach Clarence Head, dem Südostzipfel von Ellesmere Island, fahren wolle. Seitdem fehlte jede Spur von den Männern. Ohlin begab sich an Bord der Falcon, die einerseits Nachschub für Robert Peary in den Inglefield Fjord brachte, andererseits aber die Carey Øer besuchte und die Südostküste von Ellesmere Island nach Spuren der Vermissten absuchte. Ohlin fand auf Björlingø das letzte Lager der Expedition und nahm einige zurückgelassene Gegenstände an sich. An der Küste der Ellesmere-Insel wurden aber keine Spuren der Vermissten gefunden, was den Schluss nahelegte, dass sie nie dort angekommen waren. Während der gesamten Reise studierte Ohlin die arktischen Vögel und Säugetiere und untersuchte die Meeresfauna.
1895 vertraute Otto Nordenskjöld Ohlin die Leitung der zoologischen Arbeiten seiner Expedition nach Patagonien und Feuerland an. Ohlin hielt sich von Mitte November 1895 bis Mitte April 1896 in Südamerika auf und sammelte vor allem maritime Spezies aus der Magellanstraße und angrenzenden Gewässern. Seine Sammlungen wurden unter anderem von Otto Staudinger, Wilhelm Michaelsen, Ernst Ehlers, David Bergendal (1855–1908), Einar Lönnberg und Oskar Carlgren sowie von ihm selbst bearbeitet.
1898 beteiligte Ohlin sich an einer Expedition zur Bäreninsel, nach Spitzbergen und zum König-Karl-Land, die von Alfred Gabriel Nathorst geleitet wurde. Neben der wissenschaftlichen Arbeit wurde auch Ausschau nach der seit 1897 vermissten Ballonexpedition von Salomon August Andrée gehalten, allerdings ohne Erfolg.
Als Otto Nordenskjöld 1901 mit der Antarctic zur Schwedischen Antarktisexpedition aufbrach, war Ohlin wieder als Zoologe an Bord. Nachdem die Überwinterungsmannschaft auf Snow Hill Island abgesetzt worden war, fuhr das Schiff unter Kapitän Carl Anton Larsen zu den Falklandinseln. Hier musste der schwer erkrankte Ohlin die Expedition verlassen und nach Schweden zurückkehren. Er starb am 12. Juli 1903 im Lungensanatorium Sävsjö.

## Ehrungen
Nach Axel Ohlin ist Ohlin Island im antarktischen Palmer-Archipel benannt.

## Schriften (Auswahl)
- Några anteckningar om den nutida hvalfangsten i Norra Ishavet, 1894
- På forskningsfärd efter Björling och Kallstenius. Strödda dagboksanteckningar från en färd till Nordgrönland sommaren 1894, 1895
- Bidrag till kännedomen om malakostrakfaunan i Baffin Bay och Smith Sound, 1895
- Om tandutvecklingen hos Hyperoodon, 1896
- Om antarktiska färder och Antarktis, 1899